# Água Azul do Norte
Água Azul do Norte là một đô thị thuộc bang Pará, Brasil. Đô thị này có diện tích 7576,621 km², dân số năm 2007 là 28751 người, mật độ 3,79 người/km².